# Licuala hallieriana
Licuala hallieriana är en enhjärtbladig växtart som beskrevs av Odoardo Beccari. Licuala hallieriana ingår i släktet Licuala och familjen Arecaceae. Inga underarter finns listade i Catalogue of Life.